# Chrząstówka
Chrząstówka – wieś w Polsce położona w województwie podkarpackim, w powiecie jasielskim, w gminie Jasło.
| SIMC    | Nazwa  | Rodzaj    |
| ------- | ------ | --------- |
| 0352800 | Dębina | część wsi |

Była wsią w województwie sandomierskim w 1629 roku. W latach 1975–1998 miejscowość administracyjnie należała do województwa krośnieńskiego.
Wieś ma połączenie autobusowe z Jasłem, najbliższa stacja kolejowa w Szebniach.
Pierwsze wiadomości pisane o Chrzęstówce i Moderówce pochodzą z 1229 roku. Osada wspólnie z sąsiednią Moderówką stanowiła jedną wieś, wchodzącą w skład dóbr ziemskich opactwa Benedyktynów z Tyńca koło Krakowa. W 1388 roku opat tyniecki - Jan odnowił Chrząstowi spalony dokument na sołectwo w Moderówce i jej lokację, oznaczając również granice miejscowości. Wynika z tego, że Moderówka w tym czasie przeniesiona została na prawo magdeburskie i wyłączona z Chrząstówki jako oddzielna miejscowość.